# スペローネ
スペローネ（伊: Sperone）は、イタリア共和国カンパニア州アヴェッリーノ県にある、人口約3,700人の基礎自治体（コムーネ）。

## 地理

### 位置・広がり

#### 隣接コムーネ
隣接するコムーネは以下の通り。括弧内のBNはベネヴェント県、 NAはナポリ県所属を示す。
- アヴェッラ
- バイアーノ
- パンナラーノ (BN)
- サン・マルティーノ・ヴァッレ・カウディーナ
- シリニャーノ
- スンモンテ
- ヴィシャーノ (NA)